# Odile Bain
Odile Bain (28 de abril de 1939, Đa Lạt (Vietnam) - 16 de octubre de 2012) era una parasitóloga sistemática francesa que trabajó la mayor parte de su carrera en el Museo Nacional de Historia Natural (MNHN).

## Biografía
Nació el 28 de abril de 1939 en Đa Lạt (Vietnam) y falleció en la región parisina el 16 de octubre de 2012. Estudió el bachillerato en Dakar (Senegal) y obtuvo su diploma de biología en Rennes en 1960. Comenzó como profesora de biología en un liceo en Rennes, después pasó a ser profesora asistente en la facultad de Rennes en 1962. En 1963, decidió hacer un curso de histología en París.
Odile Bain llegó al laboratorio de Zoología del Profesor Alain Chabaud en septiembre de 1964. Allí obtuvo su tesis de tercer ciclo en histología en abril de 1968, y después su tesis de estado en Ciencias Naturales sobre Evolución de las filarias en los vectores: morfología larvaria y mecanismo del paso de las microfilarias en el hemoceloma. Entró en el CNRS (Centro Nacional de la Investigación Científica) como asistente-investigadora en octubre de 1965, después pasó a ser encargada de investigación en 1971, y desde enero de 1984 pasó a ser directora de investigación en la Unidad mixta de investigación (UMR) 7205 del CNRS-MNHN. Terminó su carrera como investigadora emérita.

## Trayectoria
Odile Bain fue experta en sistemática y biología de filarias y es referente en identificación de nemátodos en el MNHN. Apasionada por la biología y la microscopía, centró su investigación en la sistemática y biología de gusanos filarianos filariens, es decir, el vínculo filético entre los diferentes apellidos. Se interesa también en otros nemátodos no filarianos.
En su campo de investigación, Odile Bain formó a varios estudiantes e investigadores, lo que le permitió poner en marcha una red de colaboración sobre un gran grupo de especies filarianas recolectadas en todo el mundo. Describió varias especies nuevas entre los mamíferos, los reptiles y los batracios. Algunas de estas especies han permitido proponer modelos experimentales de filariosis de roedores como Monanema martini, Molinema dessetae y Litomosoides sigmodontis.
Odile Bain publicó más 360 artículos y ha sido responsable de varios proyectos (Organización Mundial de la Salud, la Fundación Edna McConnell Clack y Unión Europea).

## Reconocimientos
- Recibió la medalla de bronce del CNRS en 1974.[3]
- Ganó el premio Foulon de la Academia de Ciencias de Francia en 1984.[3]
- Creación del Premio Odile Bain Memorial Prize en 2014, para reconocer las contribuciones científicas significativas en los campos de parasitología médica y veterinaria.[4]